# Филипини (Торино)
Филипини је насеље у Италији у округу Торино, региону Пијемонт.
Према процени из 2011. у насељу је живело 44 становника. Насеље се налази на надморској висини од 357 м.